# Fleurydora
Fleurydora là một chi thực vật thuộc họ Ochnaceae.
Bao gồm các loài:
- Fleurydora felicis, A. Chev.